# Boston Dynamics
Boston Dynamics — инженерная компания, специализирующаяся на робототехнике. Известна разработкой по заказу DARPA для военных целей четвероногого робота BigDog. Ранее компания работала по контракту с NAWCTSD над заменой обучающих видеороликов интерактивным компьютерным симулятором.
Президентом компании является Марк Райберт, который создал её в 1992 году на основе группы инженеров Массачусетского технологического института.

## История
Компания Boston Dynamics была куплена корпорацией Google Inc. в декабре 2013 года. В марте 2016 года Google решила продать Boston Dynamics, поскольку она вряд ли сможет выпустить коммерчески успешный продукт в ближайшие несколько лет.
9 июня 2017 года было объявлено, что владеющий поисковиком Google холдинг Alphabet продал разрабатывающие роботов компании Boston Dynamics и Schaft. Покупателем стала японская SoftBank — один из крупнейших мировых инвесторов в IT-бизнес, ранее отметившаяся многомиллиардным поглощением разработчика процессоров ARM.
В декабре 2020 года SoftBank договорилась о продаже Boston Dynamics корейскому автоконцерну Hyundai за $921 млн.

## Продукция

### BigDog

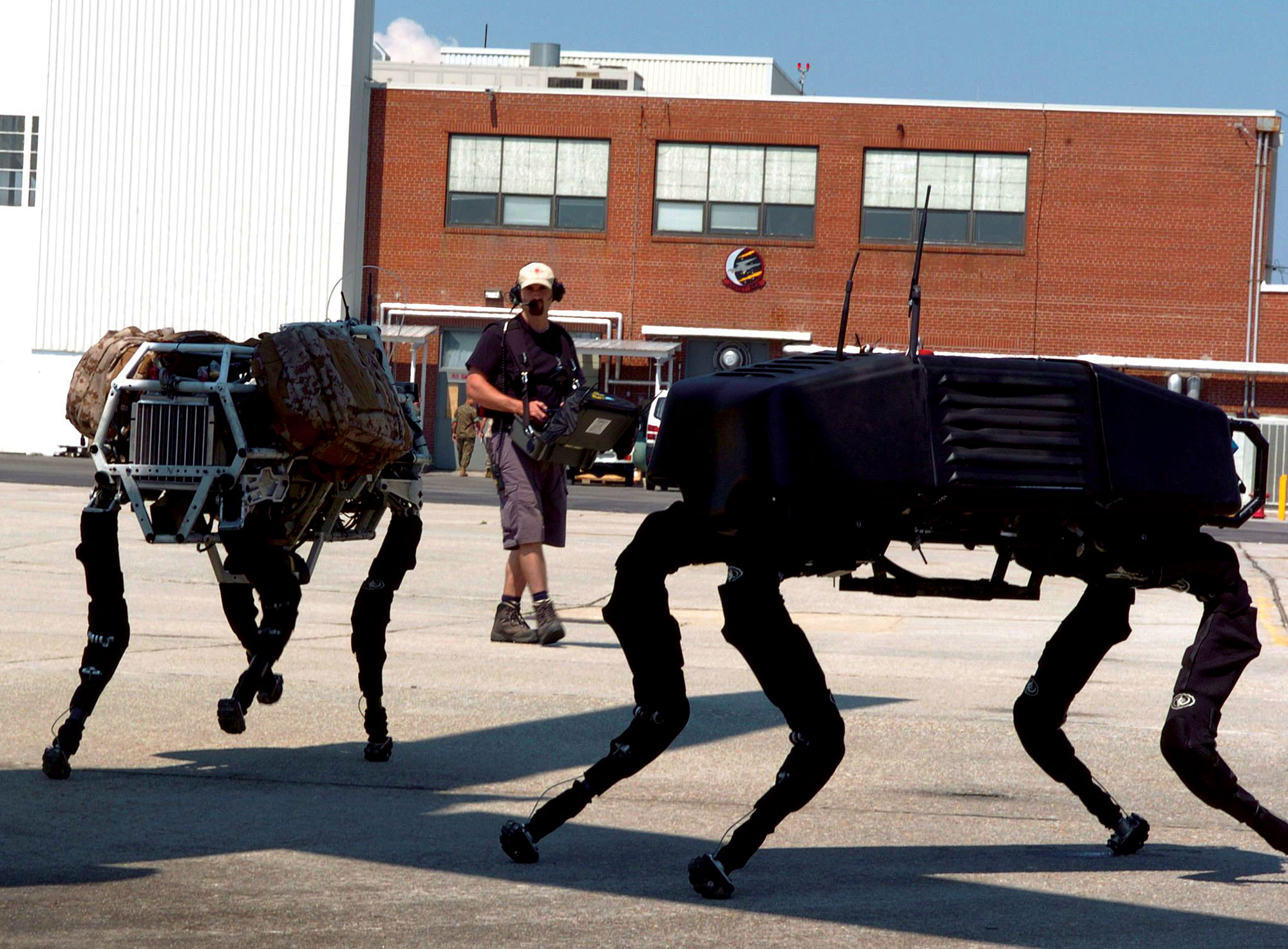
Пара BigDog во время испытаний

BigDog — четвероногий робот, созданный в 2005 году совместно с Foster-Miller, Лабораторией реактивного движения и Гарвардским университетом. Финансирование программы шло через DARPA, которая ставила цель разработать вспомогательный роботизированный транспорт для сухопутных войск, способный передвигаться по сильнопересечённой местности. BigDog способен переносить до 150 кг груза со скоростью до 6,4 км/ч и преодолевать уклон до 35 градусов.
Аналогичной BigDog разработкой является Legged Squad Support Systems (LS3).

### Spot
Spot — четвероногий робот, впервые представленный 23 июня 2016 года, способный развивать скорость до 1.6 м/сек. Робот осваивает местность с помощью стереокамер в сумме дающих угол обзора в 360°. Весит 25 килограмм, что делает его самым лёгким роботом на момент 2019 года.

### CHEETAH
Cheetah — четвероногий робот, способный развивать скорость до 45,06 км/ч, что является рекордом для четвероногих роботов по состоянию на август 2012 года (прежний рекорд — 21,08 км/ч — был установлен в 1989 году). Разработка финансируется DARPA по программе Maximum Mobility and Manipulation.
Cheetah имеет гибкую «спину», которая помогает добиваться высокой скорости передвижения. К 2012 году был создан лабораторный образец робота, который передвигался по беговой дорожке, получая питание от стационарной гидравлической установки.
5 октября 2013 года была представлена версия робота, названная WildCat (рус. «Дикий кот»), действующая автономно.

### LittleDog
LittleDog — небольшой четвероногий робот, созданный по заказу DARPA в исследовательских целях.

### RiSE
RiSE — шестиногий робот, способный карабкаться по вертикальным препятствиям: стенам, деревьям и оградам. Для передвижения использует ноги с микрозацепами и хвост, может менять позу в соответствии с кривизной поверхности. RiSE имеет длину 0.25 м и массу 2 кг. Скорость передвижения — 0,3 м/с.
Каждая нога робота управляется двумя электромоторами. Бортовой компьютер обеспечивает управление ногами, связь и обработку данных сенсоров.
Робот разработан в сотрудничестве с Пенсильванским университетом, Университетом Карнеги — Меллон, Калифорнийским университетом в Беркли, Стэнфордским университетом и Колледжем Льюиса и Кларка. Финансирование осуществляет DARPA.

### PETMAN
PETMAN — двуногий робот, созданный для испытаний средств индивидуальной защиты. Первый антропоморфный робот, двигающийся как человек. Имеет множество технологических заимствований от BigDog.

### Atlas

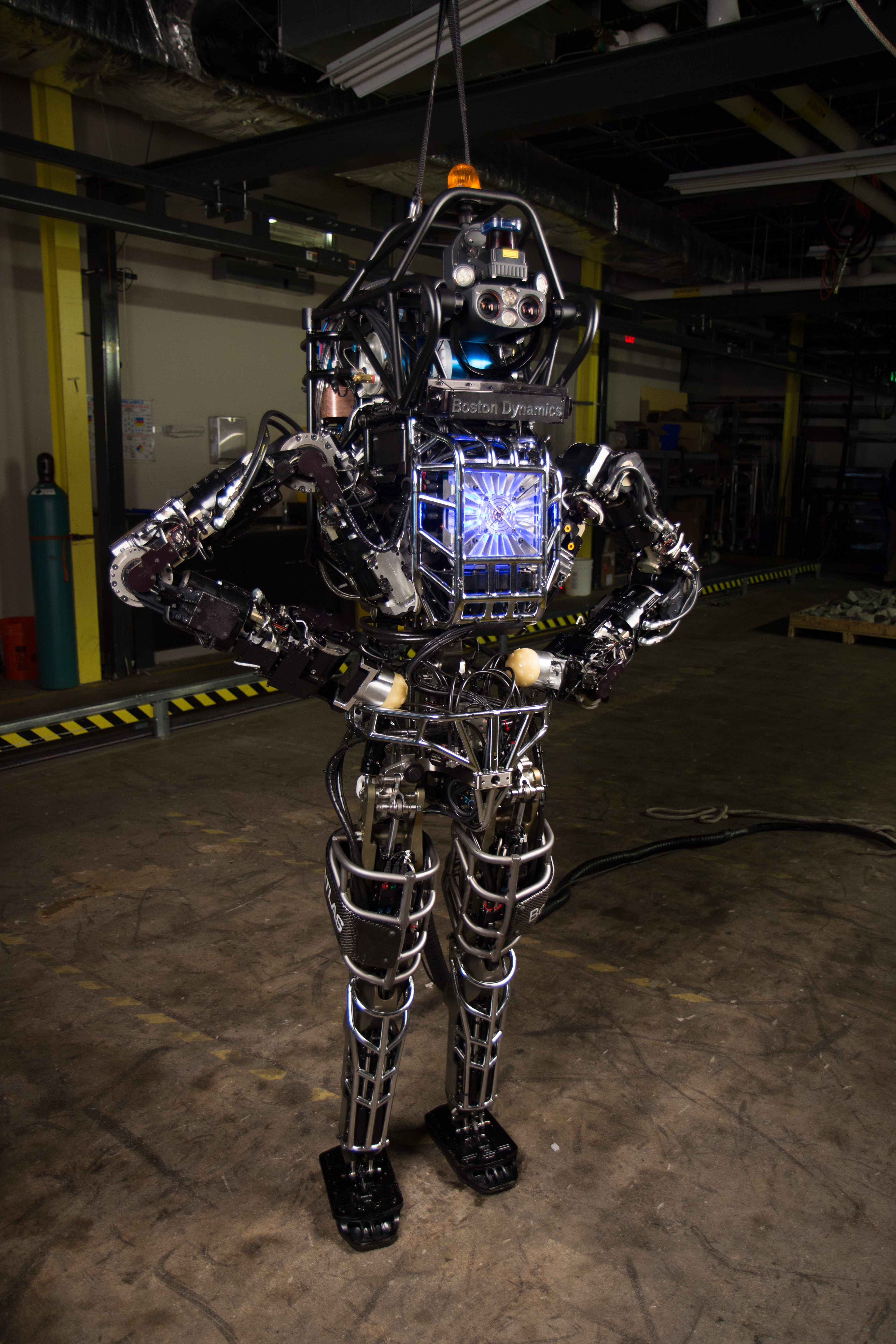
Atlas во время испытаний

Atlas — антропоморфный робот, предназначенный для передвижения по пересечённой местности. Ходит на двух ногах, может использовать свободные руки для переноса груза или при карабкании на вертикальные препятствия.

### Handle
Handle — робот высотой около 2 метров, способный двигаться со скоростью до 4 м/с и прыгать в высоту на 1,2 метра. Отличительной особенностью робота является то, что на его задних ногах находятся колёса. Запаса батареи хватает на 24 км хода. Основатель Boston Dynamics Марк Райберт на презентации Handle перед инвесторами назвал его «роботом из ночных кошмаров».

### Stretch
Stretch — робот, предназначенный для операций с коробками и ящиками в условиях ограниченного пространства. Его основная задача — работа в складских помещениях и разгрузка грузовиков. Заявленная производительность — перемещение за час 800 коробок весом до 23 килограмм без участия человека.